# 5839 GOI
جي أو آي (ويعرف أيضًا باسم 5839 جي أو آي وفق تسمية الكوكب الصغير) (بالإنجليزية: GOI)‏ هو كويكب ضمن حزام الكويكبات؛ وترتيبه 5839 من حيث الاكتشاف.
اكتُشف هذا الجُرم الفلكي بواسطة نيكولاي تشيرنيخ في 21 سبتمبر 1974.

## وصلات خارجية
- 5839 GOI في قاعدة بيانات مختبر الدفع النفاث لأجرام النظام الشمسي الصغيرة

- الاكتشاف · مخطط المدار ·  العناصر المدارية · المعلمات المادية

- 5839 GOI على موقع ويكي سكاي: DSS2, SDSS, GALEX, IRAS, Hydrogen α, X-Ray, Astrophoto, Sky Map, Articles and images